# بیجارکنار
بیجارکنار یک روستا در ایران است که در دهستان پسیخان واقع شده‌است. بیجارکنار ۱٬۰۶۳ نفر جمعیت دارد.